# 천안 광덕사 부도 (문화재자료)
광덕사 부도(廣德寺 浮屠)는 대한민국 충청남도 천안시 광덕면, 광덕사에 있는 부도이다. 1984년 5월 17일 충청남도 문화재자료 제253호로 지정되었다.
부도란 승려의 유골을 안장한 묘탑을 말하는데, 광덕사 경내에 모두 5기의 부도가 있다. 이중 광덕사 뒷편의 작은 봉우리에 자리하고 있는 사리탑으로, 진산화상(珍山和尙)의 사리를 모시고 있다. 진산화상은 통일신라시대의 승려로, 흥덕왕 대에 이 절을 새로이 고쳐지었다.
탑은 종 모양을 이루고 있는 형태로, 낮은 바닥돌 위로 4각 기단을 마련하여 종 모양의 탑신을 올려 놓았다. 탑신에는 '진산화상'이라는 글귀를 새겨 주인공을 밝히고 있다. 꼭대기에는 탑신과 한돌로 이루어진 꽃 봉오리 모양의 머리장식이 나있다.
각 부분에 특별한 꾸밈을 두지 않은 통일신라 후기의 작품이다.

## 같이 보기
- 광덕사
- 천안 광덕사 부도 (유형문화재) - 충청남도 유형문화재 제85호

## 참고 문헌
- 《문화재해설》, 충청남도, 1990년
- 《문화유적총람》사찰편, 충청남도, 1990년
- 《충남지역의 문화유적》7집, 백제문화개발연구원, 1993년
- 《천안시사》, 천안시, 1997년
- 《충청남도지정문화재해설집》, 충청남도, 2001년

## 참고 자료
- 광덕사부도 - 국가유산청 국가유산포털